# Kévin Reza
Kévin Reza (Versailles, 18 mei 1988) is een voormalig Frans wegwielrenner en  baanwielrenner met een Guadeloupse achtergrond.

## Slachtoffer racisme
Op 28 april 2017 maakte de Italiaanse renner Gianni Moscon tijdens een rit in de Ronde van Romandië racistische opmerkingen tegen Reza. Moscon excuseerde zich hiervoor bij Reza en diens teamgenoten. Moscon werd hiervoor gestraft door diens werkgever Team Sky en de UCI kondigde aan een onderzoek te starten.

## Baanwielrennen

### Palmares
| Jaar     | NK                   | EK       | WK          | Overig   |
| Junioren | Junioren             | Junioren | Junioren    | Junioren |
| -------- | -------------------- | -------- | ----------- | -------- |
| 2005     | Ploegkoers           |          | Puntenkoers |          |
| Elite    |                      |          |             |          |
| 2011     | Ploegkoers           |          |             |          |
| 2012     | Ploegenachtervolging |          |             |          |
| 2015     | Scratch              |          |             |          |

## Wegwielrennen

### Overwinningen
2008
2e etappe Ronde van Madrid, Beloften
2009
1e etappe Ronde van Martinique
5e etappe Ronde van Martinique
8e etappe deel A Ronde van Martinique

### Resultaten in voornaamste wedstrijden
| Jaar | Ronde van Italië | Ronde van Frankrijk | Ronde van Spanje |
| ---- | ---------------- | ------------------- | ---------------- |
| 2010 |                  |                     |                  |
| 2011 |                  |                     |                  |
| 2012 |                  |                     |                  |
| 2013 |                  | 134e                |                  |
| 2014 |                  | 73e                 |                  |
| 2015 | 103e             |                     | 113e             |
| 2016 |                  |                     | opgave           |
| 2017 |                  |                     |                  |
| 2018 |                  |                     |                  |
| 2019 |                  |                     |                  |
| 2020 |                  | 137e                |                  |

| Jaar | Milaan-San Remo | Amstel Gold Race | Luik-Bast.‑Luik | Brabantse Pijl | Waalse Pijl | Brussels Cycling Classic |  | WK op de weg |  | Wereldranglijsten |
| ---- | --------------- | ---------------- | --------------- | -------------- | ----------- | ------------------------ |  | ------------ |  | ----------------- |
| 2010 |                 |                  |                 |                |             | 41e                      |  |              |  |                   |
| 2011 |                 |                  |                 |                |             | 117e                     |  |              |  |                   |
| 2012 |                 | 49e              |                 | opgave         |             |                          |  |              |  |                   |
| 2013 |                 | opgave           | 96e             | 30e            |             | 9e                       |  |              |  |                   |
| 2014 |                 | 86e              | 107e            | 59e            |             |                          |  | opgave       |  | 180e (UWT)        |
| 2015 |                 | 105e             | opgave          |                | opgave      |                          |  |              |  | 170e (UWT)        |
| 2016 | 93e             | opgave           | opgave          |                | opgave      |                          |  |              |  | 189e (UWT)        |
| 2017 |                 | 82e              | 110e            |                | 111e        |                          |  |              |  |                   |
| 2018 |                 | opgave           |                 | 36e            | 83e         | 51e                      |  |              |  |                   |
| 2019 |                 | opgave           | opgave          | 67e            |             |                          |  |              |  |                   |
| 2020 |                 |                  |                 |                |             |                          |  |              |  |                   |

## Ploegen
2010 –  Bbox Bouygues Telecom (stagiair vanaf 1 augustus)
2011 –  Team Europcar
2012 –  Team Europcar
2013 –  Team Europcar
2014 –  Team Europcar
2015 –  FDJ
2016 –  FDJ
2017 –  FDJ
2018 –  Vital Concept Cycling Club
2019 –  Vital Concept-B&B Hotels
2020 –  B&B Hotels-Vital Concept p/b KTM
2021 –  B&B Hotels p/b KTM